# Landbrug i Arktis
Kujataa, Grønland: nordbo- og inuitlandbrug ved indlandsisen eller 1000 års landbrug i Arktis er det andet af de tre steder i Grønland, der er optaget på UNESCOs liste over verdensarv. Området blev verdensarv i juli 2017.
Grønlands tredje verdensarvssted er Aasivissuit – Nipisat (Vestgrønlandske jagtområder i indlandet og ved kysten (Paradisdalen og Aasivissuit)), der blev verdensarv den 30. juni 2018.   
I 2004 blev Ilulissat Isfjord anerkendt som Grønlands første verdensarvssted. 

## Nordisk og grønlandsk landbrug i Sydgrønland
Landbrugs- og kulturlandskabet blev optaget på UNESCOs liste over verdensarvskandidater den 29. januar 2003. Der har været drevet landbrug i Sydgrønland i to adskilte perioder.  

## Nordisk landbrug i Østerbygden
Erik den Røde var den første nordbo, der slog sig ned i Grønland.  Han grundlagde Østerbygden i 985. Derefter blev der drevet landbrug i bygden frem til engang i 1400-tallet.
Kirkeruinen ved Hvalsø, bispesædet ved Gardar og Erik den Rødes Brattahlíð er kendte levn fra denne periode.  

## Grønlandsk landbrug i Sydgrønland
Den norske købmand Anders Olsen (1718-1786) kom til Grønland i 1742. Efter mange års tjeneste hos Almindelige Handelscompagnie tog han sig afsked i 1780. Derefter slog han sig ned i Upernaviarsuk, hvor der ligger en landbrugsskole og en forsøgsgård i dag.
I 1783 flyttede familien Olsen til Igaliku (Nordboernes Gardar). Her skabte Anders Olsen og hans hustru, grønlænderen Tuperna det første 'moderne' landbrug i Grønland. De genbrugte bl.a. nordboernes gamle græsgange og også mange af stenene fra deres bygninger. 
I 1924 oprettede Elisabeth og Otto Frederiksen det første moderne fåreholdersted i Qassiarsuk (Erik den Rødes Brattahlíð). I dag er der en del fåreavlere i Sydgrønland.